# Parathroscinus corrinae
Parathroscinus corrinae är en skalbaggsart som beskrevs av Wooldridge 1990. Parathroscinus corrinae ingår i släktet Parathroscinus och familjen lerstrandbaggar. Inga underarter finns listade i Catalogue of Life.